# Oxybia bituminella
Oxybia bituminella is een vlinder uit de familie van de snuitmotten (Pyralidae). De wetenschappelijke naam van de soort is voor het eerst geldig gepubliceerd in 1873 door Pierre Millière.